# Џеј (Оклахома)
Џеј (енгл. Jay) град је у америчкој савезној држави Оклахома.

## Демографија
По попису из 2010. године број становника је 2.448, што је 34 (-1,4%) становника мање него 2000. године.
| Група             | 2000.         | 2010.         |
| Белци             | 1.323 (53,3%) | 1.096 (44,8%) |
| Афроамериканци    | 14 (0,6%)     | 10 (0,4%)     |
| Азијати           | 1 (0,0%)      | 26 (1,1%)     |
| Хиспаноамериканци | 88 (3,5%)     | 155 (6,3%)    |
| Укупно            | 2.482         | 2.448         |